# Boris Kuzniecow (ur. 1957)
Boris Jarosławowicz Kuzniecow, ros. Борис Ярославович Кузнецов (ur. 25 maja 1957 w Moskwie, Rosyjska FSRR, ZSRR) – rosyjski piłkarz, grający na pozycji obrońcy, a wcześniej pomocnika.

## Kariera piłkarska

### Kariera klubowa
Wychowanek SDJuSzOR CSKA Moskwa. W 1975 rozpoczął karierę piłkarską w pierwszej drużynie CSKA Moskwa. Potem występował w klubach Lokomotiw Moskwa, Spartak Moskwa, Rostsielmasz Rostów nad Donem i Rotor Wołgograd. W 1990 wyjechał za granicę, gdzie bronił barw MŠK Žilina. W 1992 zakończył swoją karierę piłkarską w bangladeskim klubie Mohammedan Sporting Club Dhaka.

## Sukcesy i odznaczenia

### Sukcesy klubowe
- mistrz ZSRR: 1987, 1989
- wicemistrz ZSRR: 1985
- brązowy medalista Mistrzostw ZSRR: 1986
- zdobywca Pucharu Federacji Piłki Nożnej ZSRR: 1987
- wicemistrz Bangladeszu: 1992

### Sukcesy indywidualne
- wybrany do listy 33 najlepszych piłkarzy ZSRR: Nr 1 (1985), Nr 2 (1986)

### Odznaczenia
- tytuł Mistrza Sportu ZSRR: 1983